# Хиральный узел
В теории узлов хиральный узел — это узел, который не эквивалентен своему зеркальному отражению. Ориентированный узел, эквивалентный своему зеркальному отражению, называется амфихиральным узлом или ахиральным узлом. Хиральность узла является инвариантом узла. Хиральность узлов можно далее классифицировать в зависимости от того, обратим он или нет.
Существует только 5 типов симметрий узлов, определяемых хиральностью и обратимостью — полностью хиральный, обратимый, положительно амфихиральный необратимый, отрицательно амфихиральный необратимый и полностью амфихиральный обратимый .

## История вопроса
Хиральность некоторых узлов давно подозревалась и доказана Максом Деном в 1914 году. П. Г. Тэт высказал гипотезу, что все амфихиральные узлы имеют чётное число пересечений, но Морвен Тислуэйт в 1998 году нашёл контрпример. Однако гипотеза Тэйта доказана для простых альтернированных узлов.
| Число пересечений               | 3 | 4 | 5 | 6 | 7 | 8  | 9  | 10  | 11  | 12   | 13   | 14    | 15     | 16      | OEIS sequence |
| ------------------------------- | - | - | - | - | - | -- | -- | --- | --- | ---- | ---- | ----- | ------ | ------- | ------------- |
| Хиральные узлы                  | 1 | 0 | 2 | 2 | 7 | 16 | 49 | 152 | 552 | 2118 | 9988 | 46698 | 253292 | 1387166 | N/A           |
| Двусторонние узлы               | 1 | 0 | 2 | 2 | 7 | 16 | 47 | 125 | 365 | 1015 | 3069 | 8813  | 26712  | 78717   | A051769       |
| Полностью хиральные узлы        | 0 | 0 | 0 | 0 | 0 | 0  | 2  | 27  | 187 | 1103 | 6919 | 37885 | 226580 | 1308449 | A051766       |
| Амфихиральные узлы              | 0 | 1 | 0 | 1 | 0 | 5  | 0  | 13  | 0   | 58   | 0    | 274   | 1      | 1539    | A052401       |
| Положительно амфихиральные узлы | 0 | 0 | 0 | 0 | 0 | 0  | 0  | 0   | 0   | 1    | 0    | 6     | 0      | 65      | A051767       |
| Отрицательно амфихиральные узлы | 0 | 0 | 0 | 0 | 0 | 1  | 0  | 6   | 0   | 40   | 0    | 227   | 1      | 1361    | A051768       |
| Полностью амфихиральные узлы    | 0 | 1 | 0 | 1 | 0 | 4  | 0  | 7   | 0   | 17   | 0    | 41    | 0      | 113     | A052400       |

Оба возможных трилистника.
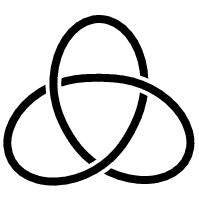
Левый трилистник.
Правый трилистник.

Простейший хиральный узел — трилистник, хиральность которого показал Макс Ден. Все торические узлы хиральны. Многочлен Александера не может определить хиральность узла, а вот многочлен Джонса в некоторых случаях может. Если Vk(q) ≠ Vk(q−1), то узел хирален, однако обратное не обязательно верно. Многочлен HOMFLY ещё лучше распознаёт хиральность, но пока не известно полиномиального инварианта узла, который бы полностью определял хиральность.

### Двусторонний узел
Обратимый хиральный узел называется двусторонним. Среди примеров двусторонних узлов — трилистник.

### Полностью хиральный узел
Если узел не эквивалентен ни своему обратному, ни своему зеркальному образу, он называется полностью хиральным, пример — узел 9 32.

## Амфихиральный узел

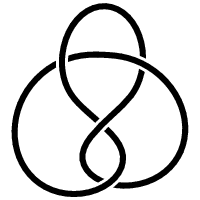
восьмёрка является простейшим амфихиральным узлом.

Амфихиральный узел — это узел, имеющий автогомеоморфизм α 3-сферы, который обращает ориентацию и фиксирует узел как множество.
Все амфихиральные альтернированные имеют чётное число пересечений. Первый амфихиральный узел с нечётным числом пересечений, а именно с 15 пересечениями, нашёл Хосте (Hoste) и др.

### Полная амфихиральность
Если узел изотопен своему обратному и своему зеркальному образу, его называют полностью амфихиральным. Простейшим узлом с этим свойством является восьмёрка.

### Положительная амфихиральность
Если автогомеоморфизм α сохраняет ориентацию узла, говорят о положительной амфихиральности. Это эквивалентно изотопичности узла своему зеркальному отражению. Никакой из узлов с числом пересечений меньшим двенадцати не является положительно амфихиральным.

### Отрицательная амфихиральность

Первый отрицательно амфихиральный узел.

Если автогомеоморфизм α обращает ориентацию узла, говорят об отрицательной амфихиральности. Это эквивалентно изотопичности узла обратному зеркальному отражению. Узел с этим свойством с минимальным числом пересечением —
это 817.